# فاطمة العلمي
فاطمة زهرة العلمي (من مواليد 26 مارس 1989 في مكناس) لاعبة كرة مضرب مغربية سابقة.

## مهنة التنس
في حياتها المهنية، فازت فاطمة بثلاثة ألقاب و12 بطولة زوجي في حلبة الـ ITF للسيدات. في 1 نوفمبر 2010 وصلت إلى أعلى تصنيف فردي لها في العالم رقم 433. في يوليو 2009، بلغت ذروتها في المرتبة 420 في تصنيفات الزوجي.
حصلت على بطاقة برية لسباق بطولة التنس في المغرب منذ عام 2007، لكنها لم تنجح في الجولة الأولى. ولعبت للمغرب في كأس الاتحاد منذ عام 2008، سجلت رقماً قياسياً للخسارة 19-19.

## روابط خارجية
- فاطمة العلمي على موقع رابطة محترفات التنس (الإنجليزية)
- فاطمة العلمي على موقع الاتحاد الدولي لكرة المضرب (الإنجليزية)
- فاطمة العلمي على موقع كأس بيلي جين كينغ (الإنجليزية)
- فاطمة العلمي على موقع خلاصة التنس.كوم (الإنجليزية)

- على موقع رابطة محترفات كرة المضرب